# Joakim Nätterqvist
Dag Joakim Tedson Nätterqvist, född 24 oktober 1974 i Gamla Uppsala församling, Uppsala län, är en svensk skådespelare.

## Biografi
I mitten av 1990-talet gick han på estetiska programmets teaterutbildning på Sturegymnasiet i Halmstad och åren 1997–2001 studerade han vid Teaterhögskolan i Stockholm.
Nätterqvist spelade huvudrollen i filmatiseringarna av Jan Guillous böcker om tempelriddaren Arn Magnusson.
Nätterqvist är sonson till hoppryttaren Dag Nätterqvist.
Bland hans tv- och filmroller återfinns Beck, Gåsmamman, Maria Wern, Viking och TV-serien Ronja Rövardotter.

## Filmografi (i urval)
- 1998 – Beck – Öga för öga
- 1998 – Veranda för en tenor
- 2001 – Sprängaren
- 2001 – Tsatsiki - vänner för alltid
- 2002 – Bäst i Sverige!
- 2002 – Stackars Tom
- 2003 – Talismanen (TV-serie)
- 2004 – Linné och hans apostlar (TV-serie)
- 2007 – Arn – Tempelriddaren
- 2008 – Häxdansen (TV-serie)
- 2008 – Arn – Riket vid vägens slut
- 2009 – Livet i Fagervik (TV-serie)
- 2011 – Elsas värld (TV-serie)
- 2011 – In
- 2011 – Kyss mig
- 2011 – Nils Holgerssons underbara resa
- 2016 – Maria Wern – Smutsiga avsikter
- 2016 – Viking
- 2018 – Maria Wern –  Jord ska du åter vara
- 2019 – Skärvor (TV-serie) - Pilot efter LiseLotte Divellis roman.[11]
- 2019–2020 – Gåsmamman (TV-serie)
- 2021 – Martin Beck – Säsong 8
- 2024 – Ronja Rövardotter (TV-serie)

## Teater

### Roller
| År             | Roll                           | Produktion                                                          | Regi                             | Teater                                     |
| -------------- | ------------------------------ | ------------------------------------------------------------------- | -------------------------------- | ------------------------------------------ |
| 1999           | Toby Cole                      | Enligt Amy David Hare                                               | Jonas Cornell                    | Stockholms stadsteater                     |
| 1999           | Jacko Emile Eddie Sjukskötaren | Piaf Pam Gems                                                       | Benny Fredriksson                | Stockholms stadsteater                     |
| 2000           |                                | Att tukta en argbigga (The Taming of the Shrew) William Shakespeare | Pontus Plaenge                   | Shakespeare på Gräsgården                  |
| 2002           | Rodolpho                       | Utsikt från en bro Arthur Miller                                    | Carl Kjellgren                   | Stockholms stadsteater                     |
| 2002           | William Dennis Amiens          | Som ni vill ha det William Shakespeare                              | Johanna Garpe                    | Stockholms stadsteater                     |
| 2002           | Benke Jum-Jum                  | Mio, min Mio Kristina Lugn                                          | Stina Ancker                     | Stockholms stadsteater                     |
| 2003           | 2:a stripper                   | Allt eller inget Terrence McNally och David Yazbek                  | Marianne Mörck                   | Stockholms stadsteater                     |
| 2003           | Ganja Ivolgin                  | Idioten David Fishelson                                             | Alexander Mørk-Eidem             | Stockholms stadsteater                     |
| 2004           | Laertes                        | Hamlet William Shakespeare                                          | Philip Zandén                    | Stockholms stadsteater                     |
| 2004           | Jasja                          | Körsbärsträdgården Anton Tjechov                                    | Lennart Hjulström                | Stockholms stadsteater                     |
| 2004           | Arthur                         | Din stund på jorden Vilhelm Moberg                                  | Leif Stinnerbom                  | Stockholms stadsteater                     |
| 2005           | Venticelli                     | Amadeus Peter Shaffer                                               | Staffan Aspegren                 | Stockholms stadsteater                     |
| 2006           | Erik                           | Terminal Lars Norén                                                 | Lars Norén                       | Riksteatern                                |
| 2011           | Max Marlon                     | Prima Donnor Ken Ludwig                                             | Ricky Andreis                    | Mariebergsskogen, Karlstad                 |
| 2012           | Boris van Klee                 | Nu är det klippt Robert Dröse                                       | Robert Dröse                     | Maximteatern och turné                     |
| 2012           | Härolden Dvärg                 | Snövit Robert Dröse                                                 | Robert Dröse                     | Rival och turné                            |
| 2013           | Per                            | I ljus och mörker Jon Anderzon                                      | Jon Anderzon                     | Turné                                      |
| 2014           | Carl Gustaf Armfeldt           | Elden Arnfinn Strømmevold och Bertil Reithaug                       | Leif Stinnerbom                  | Røros friluftsteater, Sør-Trøndelag, Norge |
| 2016           | Walter Jönsson                 | Eplene i Messehagen Rasmus Rohde                                    | Paul-Ottar Haga                  | Malm friluftsteater, Nord-Trøndelag, Norge |
| 2017           | Niklas                         | Elden Arnfinn Strømmevold och Bertil Reithaug                       | Paul Ottar-Haga                  | Røros friluftsteater, Sør-Trøndelag, Norge |
| 2018           | Walter Jönsson                 | Eplene i Messehagen Rasmus Rohde                                    | Paul-Ottar Haga                  | Malm friluftsteater, Nord-Trøndelag, Norge |
| 2019           | Patrik                         | Gåsmamman                                                           | Richard Holm och Joakim Eliasson | Bigster                                    |
| 2019           | John Little                    | Robin hood The Musical                                              | Robert Dröse                     | Dröse Norberg                              |
| 2020           | John Little                    | Robin hood The Musical                                              | Robert Dröse                     | Dröse Norberg                              |
| Walter Jönsson | Eplene I Messehagen            | Joakim Nätterqvist                                                  | Gruveteater                      |                                            |

### Scenografi i urval
- 2002 – Mio, min Mio
- 2006 – Terminal 3 Lars Norén
- 2013 - I ljus & mörker (musikal)